# Mysticeti
Los misticetos (Mysticeti), conocidos comúnmente como ballenas barbadas, forman un parvorden del infraorden Cetacea (ballenas, delfines y marsopas). Son un grupo muy distribuido y diverso de mamíferos marinos carnívoros que se caracterizan por contar con barbas en lugar de dientes. Mysticeti comprende las familias Balaenidae (ballenas francas), Balaenopteridae (rorcuales), Cetotheriidae (la ballena franca enana) y Eschrichtiidae (la ballena gris). Actualmente existen dieciséis especies de misticetos. Aunque históricamente se consideraba que los cetáceos descendían de los mesoniquios, las evidencias moleculares apoyan su parentesco con los artiodáctilos. Los misticetos se separaron de las ballenas dentadas (Odontoceti) durante el Eoceno.
Su tamaño va desde los 6 m y 3 t de la ballena franca enana (Caperea marginata), a los 34 m y 190 t de la ballena azul (Balaenoptera musculus), el mayor animal de la Tierra, no solo en la actualidad, sino también el mayor del que se tenga noticia en la historia. Son sexualmente dimórficos. Pueden tener cuerpos hidrodinámicos o voluminosos, dependiendo del comportamiento alimenticio. Sus extremidades superiores evolucionaron transformándose en aletas y las inferiores en cola. Aunque no son tan flexibles y ágiles como los pinnípedos, los misticetos pueden nadar a gran velocidad (el más rápido puede alcanzar los 37 km/h). Utilizan las barbas de su maxilar superior para filtrar los alimentos del agua. En los balénidos las vértebras cervicales se han fusionado, con lo que apenas pueden girar la cabeza. Tienen dos espiráculos. Algunas especies están bien adaptadas para sumergirse a grandes profundidades. Cuentan con una gruesa capa de grasa bajo la piel para mantener el calor corporal en las aguas frías.
Aunque su área de distribución es muy extensa, la mayoría de las especies prefieren las frías aguas de los alrededores de los polos norte y sur. Las ballenas grises están especializadas para alimentarse filtrando los crustáceos que habitan en el fondo marino; los rorcuales lo hacen abalanzándose sobre cardúmenes de peces, crustáceos y ocasionalmente cefalópodos con la boca abierta, llenándola de agua y alimento, para después expulsar el agua reteniendo el alimento con las barbas; las ballenas francas se alimentan sobre todo de copépodos nadando en la superficie con la boca abierta. Los machos se aparean normalmente con más de una hembra (poliginia), aunque el grado de poliginia varía dependiendo de la especie; las estrategias de los machos para el éxito reproductivo varían entre la realización de exhibiciones rituales (canto de las ballenas) o el apareamiento por lek. Las crías suelen nacer en los meses de invierno y primavera, y las hembras son las responsables de criarlas. Las madres ayunan durante un período relativamente largo de tiempo durante el período de migración, que varía según las especies. Los misticetos emiten un número variable de vocalizaciones o «cantos», entre los que destacan los de las yubartas (Megaptera novaeangliae).
Su carne, grasa, barbas y aceite se han utilizado tradicionalmente por los pueblos indígenas del Ártico. En su día cazados implacablemente por las industrias comercializadoras de estos productos, en la actualidad los cetáceos están protegidos por el Derecho internacional. Además de por la caza, las ballenas también se ven amenazadas por la contaminación marina y la acidificación del océano; también se ha especulado sobre que los sonares pueden provocar varamientos. Muy pocas veces han podido mantenerse en cautividad y solo con ejemplares jóvenes o miembros de las especies de menor tamaño.

## Taxonomía
Los misticetos son cetáceos clasificados bajo el parvorden Mysticeti, constituido por cuatro familias existentes: Balaenidae (ballenas francas), Balaenopteridae (rorcuales), Cetotheriidae (ballena franca enana) y Eschrichtiidae (ballena gris). Los balénidos se distinguen por su largo cráneo, de hasta un tercio de la longitud total de su cuerpo y ausencia de aleta dorsal, mientras que los rorcuales y las ballenas grises tienen generalmente una cabeza plana, grandes pliegues gulares y son más hidrodinámicos que los balénidos; los rorcuales también suelen ser de mayor tamaño que los balénidos. Actualmente los cetáceos (ballenas, delfines y marsopas) y los artiodáctilos se clasifican bajo el orden Cetartiodactyla, al que a menudo todavía se sigue denominando Artiodactyla, dado que los cetáceos están profundamente relacionados con los artiodáctilos). Los parientes vivos más cercanos a los misticetos son los odontocetos (ballenas dentadas), ambos incluidos en el infraorden Cetacea.

### Clasificación
Balaenidae está compuesta por dos géneros: Eubalaena (ballenas francas) y Balaena (la ballena de Groenlandia). Se creía que Balaenidae estaba formada por un solo género hasta que estudios realizados a principios de 2000 concluyeron que las ballenas francas y la ballena de Groenlandia son morfológica (distinta forma del cráneo) y filogenéticamente distintas. Según un estudio realizado por H. C. Rosenbaum (del Museo Americano de Historia Natural) y sus colegas, la ballena franca del Pacífico norte (E. japonica) y la franca austral (E. australis) están más estrechamente relacionadas entre sí que con la ballena franca glacial (E. glacialis).
Los rorcuales consisten en dos géneros (Balaenoptera y Megaptera) y nueve especies: el rorcua común (B. physalus), el rorcual boreal (B. borealis), el rorcual de Bryde (B. brydei), el rorcual tropical (B. edeni), la ballena azul o rorcual azul (B. musculus), el rorcual aliblanco (B. acutorostrata), el rorcual austral (B. bonaerensis), el rorcual de Omura (B. omurai) y la ballena jorobada o yubarta (M. novaeangliae). En una revisión de la taxonomía de los cetáceos de 2012, Alexandre Hassanin (del Museo Nacional de Historia Natural de Francia) y sus colegas sugirieron que, sobre la base de criterios filogenéticos, existen cuatro géneros de rorcuales existentes y recomendaban que el género Balaenoptera se limitara al rorcual común, que el rorcual aliblanco y el austral se situaran bajo el género Pterobalaena y que Rorqualus contenga el rorcual de Bryde, el rorcual tropical, el rorcual de Omura, el rorcual norteño y la ballena azul.
Cetotheriidae consiste en solamente un miembro vivo: la ballena franca enana (Caperea marginata). Las primeras descripciones datan de la década de 1840 de huesos y barbas que se asemejaban a una versión de menor tamaño de la ballena franca y se denominó Balaena marginata. En 1864 fue trasladada al género Caperea tras el descubrimiento un cráneo de otro espécimen. Seis años más tarde, la ballena franca enana se clasificó bajo la familia Neobalaenidae. A pesar de su nombre, la ballena franca enana es genéticamente más parecida a rorcuales y ballenas grises que a ballenas francas. Un estudio publicado en 2012, basado en su estructura ósea, la movió de la familia Neobalaenidae a la familia Cetotheriidae, convirtiéndola en un fósil viviente; posteriormente Neobalaenidae se bajó a nivel de subfamilia como Neobalaeninae.
Eschrichtiidae consiste en solamente un miembro vivo: la ballena gris (Eschrichtius robustus). La ballena gris se sitúa tradicionalmente como la única especie viva de su género y familia. Sin embargo, análisis de ADN realizados por estudios como el de Takeshi Sasaki (del Instituto Tecnológico de Tokio) y sus colegas, indican que ciertos rorcuales, como la ballena jorobada (Megaptera novaeangliae) y el rorcual común (Balaenoptera physalus), están más estrechamente relacionados con la ballena gris que con otros rorcuales, como el rorcual aliblanco (Balaenoptera acutorostrata).

### Etimología
El nombre científico «Mysticeti» proviene del plural latino del griego mustikētos, que aparentemente deriva de un error de traducción de las primeras copias del Historia de los animales de Aristóteles (en griego antiguo), en el que «ὁ μῦς τὸ κῆτος» ('ho mus to kētos, 'el ratón , la ballena así llamada') fue traducida erróneamente como «ὁ μυστικῆτος» (ο mustikētos, 'el Mysticetus'), que D. W. Rice (de la Society for Marine Mammalogy) en su obra de 1998, asume que el original era una referencia irónica al gran tamaño de estos animales. Un nombre alternativo para el parvorden es «Mystacoceti» (del griego μύσταξ 'bigote' + κῆτος 'ballena') que, aunque más apropiado y utilizado ocasionalmente en el pasado, ha sido reemplazado por el sinónimo más moderno Mysticeti.

### Diferencias entre familias

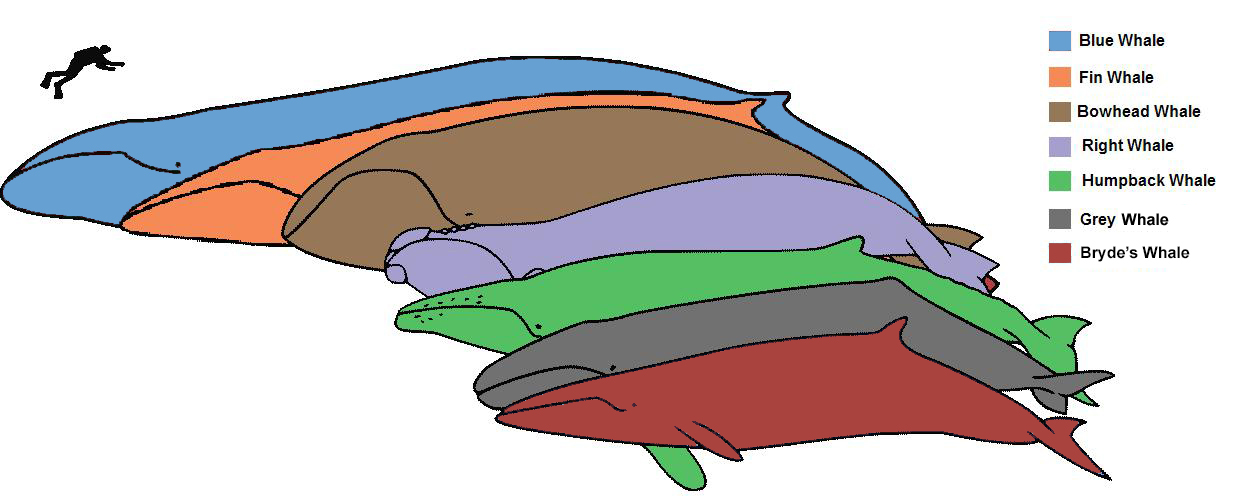
Los misticetos varían considerablemente en tamaño y forma, dependiendo de su comportamiento alimenticio.

Los rorcuales usan sus pliegues gulares para expandir la boca, lo que les permite alimentarse más eficazmente. Para poder llevar a cabo esta ampliación necesitan acumular presión de agua, nada velozmente con las mandíbulas abiertas hacia pequeños cardúmenes de peces engullendo grandes cantidades de agua, por lo que generalmente tienen un cuerpo hidrodinámico para facilitar su desplazamiento a altas velocidades. En lugar de los pliegues gulares de los rorcuales, los balénidos confían en su enorme cabeza para alimentarse con eficacia. Este comportamiento alimenticio les permite desarrollar cuerpos grandes y voluminosos, sin la necesidad de una línea hidrodinámica. A diferencia de otras ballenas, tienen gruesas callosidades en la cabeza, con excepción de la ballena de Groenlandia. Los rorcuales tienen una mayor proporción de tejido muscular y tienden a la flotabilidad negativa, mientras que las ballenas francas tienen una mayor proporción de grasa y son positivamente flotantes. La ballena gris se distingue fácilmente de otros cetáceos por su color gris aguanieve, una serie de protuberancias dorsales que terminan antes de la cola (aunque carecen de una verdadera aleta dorsal) y por sus cicatrices de color gris blanquecino que dejan en su piel los parásitos. Al igual que en los rorcuales, unos pliegues gulares aumentan la capacidad de su garganta, permitiéndoles filtrar un mayor volumen de agua. Las ballenas grises se alimentan en el fondo marino, tamizando la arena para obtener su alimento; por lo general se ponen de lado y recogen sedimentos en la boca, filtrando criaturas bentónicas como los anfípodos, lo que, al arrastrarse, les deja una apreciable marca en la cabeza. La ballena franca enana se confunde fácilmente con el rorcual aliblanco por sus similares características, como el pequeño tamaño y la zona dorsal color gris oscuro y la ventral gris claro.
- Parvorden Mysticeti: misticetos
  - Familia †Aetiocetidae[22]
    - †Aetiocetus
    - †Ashorocetus
    - †Chonecetus
    - †Fucaia[23]
    - †Morawanocetus
    - †Willungacetus

  - †Familia Llanocetidae
    - †Llanocetus

  - †Familia Mammalodontidae
    - †Janjucetus
    - †Mammalodon

  - Clado Chaeomysticeti
    - Superfamilia Eomysticetoidea
      - †Familia Cetotheriopsidae
        - †Cetotheriopsis

      - †Familia Eomysticetidae
        - †Eomysticetus
        - †Micromysticetus
        - †Tohoraata
        - †Tokarahia
        - †Waharoa
        - †Yamatocetus

    - Clado Balaenomorpha
      - Superfamilia Balaenoidea
        - Familia Balaenidae: ballenas francas y ballena de Groenlandia
          - Balaena - ballena de Groenlandia
          - †Balaenella
          - †Balaenotus
          - †Balaenula
          - Eubalaena - ballenas francas
          - †Idiocetus
          - †Morenocetus
          - †Peripolocetus

      - Clado Thalassotherii
        - †Hibacetus
        - †Isocetus
        - Familia Cetotheriidae
          - †Brandtocetus
          - †Cephalotropis
          - †Cetotherium
          - †Eucetotherium
          - †Herentalia
          - †Herpetocetus
          - †Joumocetus
          - †Kurdalagonus
          - †Metopocetus
          - †Nannocetus
          - †Otradnocetus
          - †Palaeobalaena?
          - †Piscobalaena
          - †Titanocetus?
          - †Vampalus
          - †Zygiocetus

        - Subfamilia Neobalaeninae[13]
          - Caperea, ballena franca enana
          - †Miocaperea

      - Superfamilia Balaenopteroidea
        - †Eobalaenoptera
        - †Mauicetus
        - †Tiphyocetus
        - Familia †Aglaocetidae
          - † Aglaocetus
          - † Isanacetus
          - † Pinocetus

        - Familia Balaenopteridae: rorcuales[24] Esqueleto de rorcual donde se aprecia claramente la sínfisis mandibular no fusionada (mandíbula dividida).
          - †Archaebalaenoptera
          - Balaenoptera
          - †Burtinopsis (nomen dubium)[25]
          - †Cetotheriophanes
          - †Diunatans
          - Megaptera - ballena jorobada
          - †Notiocetus
          - †Parabalaenoptera
          - †Plesiobalaenoptera
          - †Plesiocetus
          - †Praemegaptera
          - †Protororqualus

        - †Familia Diorocetidae
          - †Amphicetus
          - †Diorocetus
          - †Plesiocetopsis
          - †Thinocetus
          - †Uranocetus

        - Subfamilia Eschrichtiinae[26]
          - †Archaeschrichtius
          - †Eschrichtioides
          - Eschrichtius - ballenas grisesEsqueleto de ballena gris.
          - †Gricetoides
          - †Megapteropsis (nomen dubium)[22]

        - †Familia Pelocetidae (subgrupo inválido)[22]
          - †Cophocetus
          - †Halicetus
          - †Parietobalaena
          - †Pelocetus

        - †Familia Tranatocetidae
          - †Mesocetus
          - †Mixocetus
          - †Tranatocetus

  - Incertae sedis
    - Amphiptera (existencia no confirmada)
    - †Horopeta[27]
    - †Imerocetus
    - †Mioceta (nomen dubium)[22]
    - †Piscocetus
    - †Siphonocetus (nomen dubium)[22]
    - †Tretulias (nomen dubium)[22]
    - †Ulias (nomen dubium)[22]

### Historia evolutiva

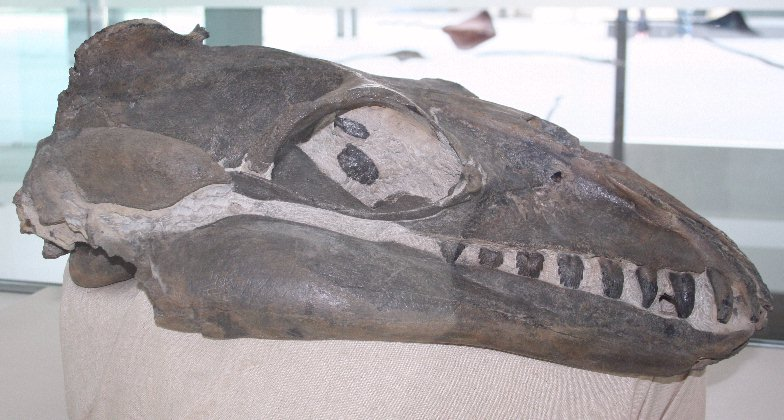
Misticetos arcaicos como Janjucetus tenían dientes.

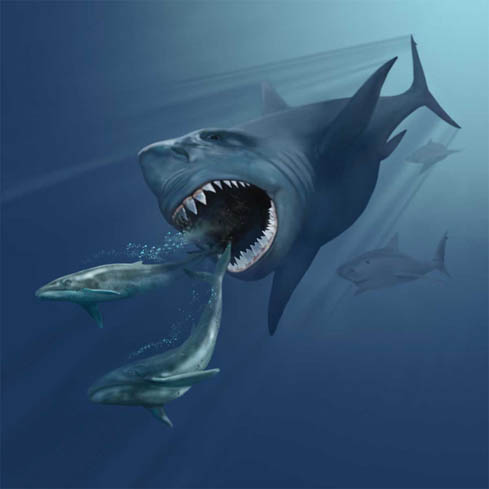
Los misticetos del Mioceno a menudo eran presas del megalodón y el cachalote asesino.

Los misticetos se separaron de los odontocetos (ballenas dentadas) durante el Eoceno Superior, hace entre 26 y 17 millones de años. Se desconocía su relación evolutiva con los cetáceos dentados arcaicos (Archaeoceti) hasta el descubrimiento del extinto Janjucetus hunderi a principios de los años 1990 en Victoria (Australia). Como un misticeto moderno, Janjucetus tenía barbas en su mandíbula y muy poca capacidad de ecolocalización. Sin embargo, su mandíbula también tenía dientes, con incisivos y caninos diseñados para clavar y molares y premolares para rasgar. Estos misticetos tempranos eran extremadamente pequeños comparados con los modernos, con especies como Mammalodon que medían no más de tres metros. Se cree que su tamaño aumentó en función a su dependencia de las barbas. El descubrimiento de Janjucetus y otros similares sugiere que la evolución de las barbas pasó por varias fases de transición. Especies como Mammalodon colliveri tenían pocas o carecían de barbas, mientras que especies posteriores como Aetiocetus weltoni tenían tanto barbas como dientes, lo que sugiere que tenían limitadas capacidades de alimentación por filtrado; géneros posteriores como Cetotherium no tenían dientes, lo que significa que eran totalmente dependientes de las barbas y solo podían alimentarse por filtración.
Se considera a Fucaia buelli como el primer misticeto, que data de hace 30-33 Ma. Con solo 2 m, es el misticeto de menor tamaño descubierto. Solo se conocen de él sus dientes, que sugieren un comportamiento alimenticio por succión, muy similar al de los zifios. Al igual que otros de los primeros misticetos dentados, F. buelli tenía dentición heterodonta. Mammalodontidae (Mammalodon y Janjucetus) son misticetos arcaicos del Oligoceno de Australia. Eran pequeños con rostro acortado y una fórmula dentaria primitiva ({\displaystyle {\tfrac {3.1.4.3}{3.1.4.3}}}). En Mysticeti las grandes bocas adaptadas para la alimentación por succión evolucionaron antes que las especializaciones para la alimentación por filtrado. En el mamalodóntido dentado del Oligoceno Janjucetus, la sínfisis es corta y la boca grande, el rostro es ancho y los bordes de los maxilares delgados, lo que indica una adaptación para la alimentación por succión. El aetiocétido Chonecetus todavía tenía dientes, pero la presencia de un surco en el interior de cada mandíbula indica que la sínfisis era elástica, lo que habría permitido la rotación de las mandíbulas, una adaptación inicial para la alimentación por volumen como en los misticetos modernos.
Los linajes de rorcuales y de ballenas francas divergieron hace casi 20 Ma. Se desconoce dónde ocurrió esta separación, pero se cree que, al igual que sus descendientes, siguieron las migraciones de zooplancton. Estos misticetos primitivos habían perdido su dentición heterodonta en favor de las barbas, y se cree que vivían a base de una dieta especializada bentónica, de zooplancton o de copépodos como los misticetos actuales. Los misticetos experimentaron su primera radiación evolutiva en el Mioceno medio. Los balenoptéridos se hicieron de mayor tamaño en esta época, con especies como Balaenoptera sibbaldina rivalizando en tamaño con la ballena azul. Se cree que esta radiación fue causada por un cambio climático global y una mayor actividad tectónica (la corriente Circumpolar Antártica).
Los primeros antepasados desdentados de Mysticeti aparecieron antes de la primera radiación evolutiva en el Oligoceno superior. Eomysticetus y otros similares no mostraban ninguna evidencia en el cráneo de habilidades para la ecolocalización, lo que sugiere que confiaron sobre todo en su vista para la navegación. Los eomisticetos tenían un rostro largo y plano que carecía de dientes y tenía narinas externas situadas en medio del lado dorsal del hocico. Aunque el paladar no está bien conservado en estos especímenes, se cree que tenían barbas y se alimentaban por filtrado. Los misticetos del Mioceno eran cazados por predadores de mayor tamaño, como Carcharodon megalodon y Zygophyseter varolai.

## Anatomía

### Movimiento

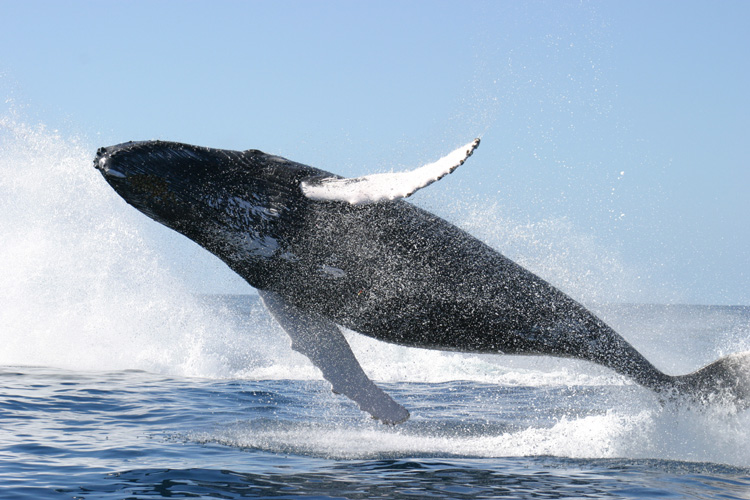
Algunas especies saltan fuera del agua durante sus desplazamientos.

Sus extremidades superiores evolucionaron convirtiéndose en aletas, que utilizan para desplazarse cuando nadan, con un movimiento parecido al de unas alas, de forma similar a los pingüinos y las tortugas marinas. Cuando se desplazan, el movimiento de las aletas es continuo; utilizan la cola y la aleta caudal con un movimiento vertical para propulsarse hacia adelante mientras que utilizan sus aletas para la dirección, como las nutrias. Algunas especies saltan fuera del agua, lo que puede permitirles viajar más rápido. Debido a su gran tamaño los misticetos no son tan ágiles y flexibles como los delfines. Los balénidos tienen fusionadas las vértebras cervicales, por lo que ninguna especie de esta familia puede mover el cuello o tiene una movilidad mínima. Aunque todavía conservan algunos pequeños huesos pélvicos vestigiales, las extremidades posteriores de estos mamíferos marinos se han perdido por completo y no hay ninguna conexión anatómica entre estas y la cola. Un estudio de 2014 sugiere que el hueso pélvico sirve como soporte para genitales de ballena.
Los rorquales, que necesitan ganar velocidad para alimentarse, tienen varias adaptaciones para reducir el arrastre en el agua, como un cuerpo hidrodinámico, una pequeña aleta dorsal en relación con su tamaño, o la ausencia de oídos externos. El rorcual común, el misticeto más veloz, puede nadar a 37 km/h. Para llevar a cabo su sistema de alimentación por arremetida, los rorcuales han experimentado una compleja serie de adaptaciones morfológicas en la cabeza, la boca y la garganta, ya que mientras se alimenta su cavidad bucal se expande hasta un volumen que puede ser más grande que la propia ballena; para facilitar esto cuenta con el cavum ventrale, un espacio intramuscular situado entre la base de la lengua y las paredes de la cavidad bucal que se extiende hasta el ombligo; la lengua, que puede invertirse, forma un espacioso saco oral para acomodar el agua en la parte ventral del cuerpo aumentando la cantidad de agua que la boca puede almacenar, pudiendo tragar hasta 700 000 litros de agua. La mandíbula está conectada al cráneo por fibras densas y cartílago (fibrocartílago) impregnados de aceite, lo que permite que la mandíbula se abra hasta casi un ángulo de 90°; la sínfisis mandibular también es fibrocartilaginosa, permitiendo que la mandíbula se doble, lo que permite entrar más agua. Para evitar que la boca se extienda demasiado, los rorcuales tienen un órgano sensorial situado en el centro de la mandíbula que regula estas funciones.

### Anatomía externa
Los misticetos tienen dos aletas en la parte delantera, cerca de la cabeza. A pesar de su adaptación al agua, al igual que todos los mamíferos necesitan respirar aire y para ello deben emerger periódicamente. Sus fosas nasales, o espiráculos, se sitúan en la parte superior del cráneo y, a diferencia de los odontocetos, o ballenas dentadas, que solo tienen uno, los misticetos disponen de dos; estos espiráculos dobles son hendiduras longitudinales que convergen hacia delante y se ensanchan posteriormente, lo que provoca que cuando expulsan vapor de agua de los pulmones este se condense y surja un chorro en forma de V claramente visible. Están rodeados por una cresta carnosa que mantiene el agua alejada mientras la ballena respira en la superficie. El tabique nasal que separa los espiráculos dispone de dos obturadores unidos al tabique, que permite cerrarlos para evitar que les entre agua mientras el animal está sumergido.
Como en otros mamíferos, su piel está compuesta por epidermis, dermis, hipodermis y tejido conjuntivo. La capa pigmentada de la epidermis, junto con el tejido conjuntivo, tiene 5 mm de espesor, mientras que la epidermis en sí tiene solo 1 mm. La dermis, la capa debajo de la epidermis, también es delgada. La hipodermis, que contiene sobre todo grasa, es la parte más gruesa de la piel y funciona como un medio para conservar el calor corporal. Las ballenas francas tienen la hipodermis más gruesa de todos los cetáceos, con un promedio de 51 cm aunque, como en todas las ballenas, es más delgada alrededor de las aberturas (como el espiráculo) y de las extremidades. La grasa también se utiliza para almacenar energía durante los tiempos de ayuno. El tejido conjuntivo entre la hipodermis y los músculos solo permite un movimiento limitado entre ellos. A diferencia de las ballenas dentadas, que o no tienen o solo algunas especies tienen unas pocas, los misticetos tienen pequeñas vibrisas en la parte superior de la cabeza, que se extienden desde la punta del rostro hasta el espiráculo y, en las ballenas francas, en la mandíbula inferior. Al igual que otros mamíferos marinos, carecen de glándulas sebáceas y sudoríparas.

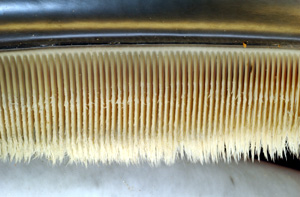
Las barbas tienen bordes deshilachados similares a pequeños pelos.

Las barbas que distinguen a estos cetáceos son placas de queratina. Están compuestas de un material de α-queratina duro calcificado, una estructura reforzada con fibra hecha de filamentos intermedios (proteínas). El grado de calcificación varía dependiendo de las especies con, por ejemplo, el rorcual norteño con un 14,5 % de hidroxiapatita, un mineral que cubre los dientes y los huesos, mientras que el rorcual aliblanco tienen un 1-4 % del mismo mineral. En la mayoría de los mamíferos las estructuras de queratina, como la lana o el pelo, se secan al aire, pero los misticetos, animales marinos, dependen de sales de calcio para endurecer las fibras de las barbas. Las láminas de las barbas están sujetas a lo largo del borde del maxilar superior y carecen de ellas en la parte media, formando dos peines de barbas separados. Las láminas que están más cerca del borde labial son más grandes y disminuyen de tamaño a medida que van hacia el interior del maxilar.
Las hembras son de mayor tamaño que los machos, a diferencia de otras ballenas y de la mayoría de los mamíferos, en los que suele ser a la inversa (machos más grandes), pero las hembras de todos los misticetos son generalmente un cinco por ciento más grandes que los machos. El dimorfismo sexual también se aprecia en las vocalizaciones o cantos, sobre todo en las ballenas jorobadas, especie en la que los machos emiten unos cantos muy elaborados. Los machos de las ballenas francas tienen callosidades más grandes que las hembras. Los machos generalmente tienen más cicatrices que las hembras y se cree que es debido a las agresiones que se producen durante la temporada de apareamiento.

### Sistemas y órganos internos
Sus pulmones están diseñados para colapsar bajo la presión en lugar de resistirla, lo que dañaría los pulmones, permitiendo que algunas especies, como el rorcual común, puedan llegar a sumergirse a una profundidad de hasta 470 m. La eficiencia pulmonar en la extracción del oxígeno del aire es muy alta, generalmente el 80 %, mientras que los seres humanos extraen solamente el 20 % del oxígeno del aire inhalado. En cambio su capacidad pulmonar es relativamente baja en comparación con los mamíferos terrestres, debido a la incapacidad de sus vías respiratorias para mantener el gas durante el buceo; hacerlo podría causar complicaciones graves como una embolia. A diferencia de otros mamíferos, los pulmones de las ballenas barbadas carecen de lóbulos y son más saculados. Al igual que en los seres humanos, el pulmón izquierdo es más pequeño que el derecho, para dejar espacio al corazón. Para conservar oxígeno, la sangre es desviada desde tejido tolerante a la presión a los órganos internos, que tienen una alta concentración de mioglobina y que les permite retener la respiración por más tiempo.

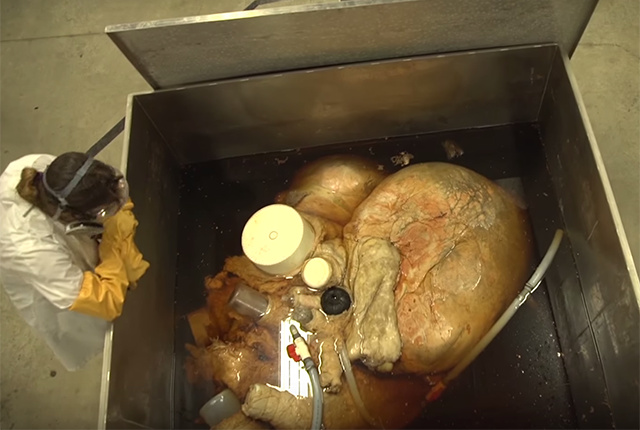
Corazón de una ballena azul. Puede apreciarse su tamaño en comparación con una persona.

Su corazón funciona de forma similar a la de otros mamíferos, aunque su tamaño es mucho mayor, pudiendo llegar a pesar más de 450 kg, aunque sigue siendo proporcional al tamaño de la ballena. La pared muscular del ventrículo, que es la responsable del bombeo de la sangre que sale del corazón, puede tener entre 7,6 y 12,7 cm de espesor. La arteria aorta puede tener 1,75 cm de espesor. Su ritmo cardíaco en reposo es de 60 a 140 latidos por minuto, frente a los 60 a 100 de los seres humanos. Al sumergirse, su ritmo cardíaco caerá de 4 a 15 pulsaciones por minuto para conservar el oxígeno. Al igual que las ballenas dentadas, tienen una densa red de vasos sanguíneos (rete mirabile) que previene la pérdida de calor. Al igual que en la mayoría de los mamíferos, el calor se pierde sobre todo a través de sus extremidades, por lo que en las ballenas la sangre caliente en las arterias está rodeada por venas para evitar la pérdida de calor durante el transporte. Además, el calor que inevitablemente desprenden las arterias calienta la sangre en las venas circundantes a medida que viaja de nuevo al torso. Para contrarrestar el sobrecalentamiento cuando se encuentran en aguas cálidas, suelen desviar la sangre a la piel para acelerar la pérdida de calor. Con 10 µm de diámetro, tienen los corpúsculos sanguíneos (glóbulos rojos y blancos) más grandes de todos los mamíferos (los de los humanos tienen 7.1 μm).
Cuando tamiza con las barbas el agua que traga mientras se alimenta, la comida que queda retenida es ingerida a través del esófago y pasa a un estómago de tres cámaras. El primer compartimiento recibe el nombre de estómago anterior o preestómago, donde la comida se convierte en un líquido ácido, que luego pasa al estómago principal; al igual que en los seres humanos, el alimento se mezcla con ácido clorhídrico y enzimas digestivas. A continuación, el alimento parcialmente digerido se traslada al tercer estómago (estómago posterior o pilórico), donde se encuentra con las enzimas que digieren la grasa y luego se mezcla con un líquido alcalino para neutralizar el ácido del estómago anterior para evitar daños al tracto gastrointestinal. Su tracto intestinal está adaptado para absorber la mayor cantidad posible de nutrientes de los alimentos; las paredes del tracto están plegadas y contienen un gran número de vasos sanguíneos, lo que proporciona una mayor superficie sobre la cual el alimento y el agua digeridos pueden ser absorbidos. Las ballenas barbadas consiguen el agua que necesitan de su alimento, sin embargo, la sal contenida en la mayoría de sus presas (invertebrados) es similar al del agua de mar, mientras que el contenido de sal de su sangre es considerablemente más bajo (tres veces menor) que el del agua de mar, por ello sus grandes riñones están adaptados para eliminar el exceso de sal. Sin embargo, al producir una orina más concentrada que el agua de mar, desperdicia mucha agua, que debe ser reemplazada.
Tienen un cerebro relativamente pequeño en comparación con su masa corporal. Como otros mamíferos, su cerebro tiene un gran telencéfalo plegado, la parte del cerebro responsable de la memoria y el procesamiento de la información sensorial. El teléncéfalo solo representa alrededor del 68 % del peso de su cerebro, en comparación con el 83 % de los humanos. El cerebelo, la parte del cerebro responsable del equilibrio y la coordinación, representa el 18 % del peso de su cerebro, en comparación con el 10 % en los seres humanos, probablemente debido al alto grado de control necesario para nadar constantemente. Necropsias realizadas en el cerebro de ballenas grises revelaron partículas de óxidos de hierro, que podría permitirles situar el norte magnético para orientarse.
A diferencia de la mayoría de los animales, las ballenas son respiradores conscientes. Todos los mamíferos duermen, pero las ballenas no pueden permitirse permanecer inconscientes por mucho tiempo, porque podrían ahogarse. Por ello algunos estudios concluyen que llevan a cabo un sueño unihemisférico de onda lenta, en el que duermen con una mitad del cerebro mientras la otra mitad permanece activa.
Durante mucho tiempo no se supo cómo podían emitir sonidos, ya que carecen de cuerdas vocales. Sin embargo, estudios recientes indican su laringe tiene pliegues en forma de U en cierta forma similares a las cuerdas vocales, situados paralelos al flujo de aire, a diferencia de las cuerdas vocales perpendiculares de los mamíferos terrestres. Estos pueden controlar el flujo de aire y emitir vibraciones. Las paredes de la laringe son capaces de contraerse, lo que puede generar sonido con el apoyo de los cartílagos aritenoides. Los músculos que rodean la laringe pueden expulsar aire rápidamente o mantener un volumen constante durante el buceo.

### Sentidos

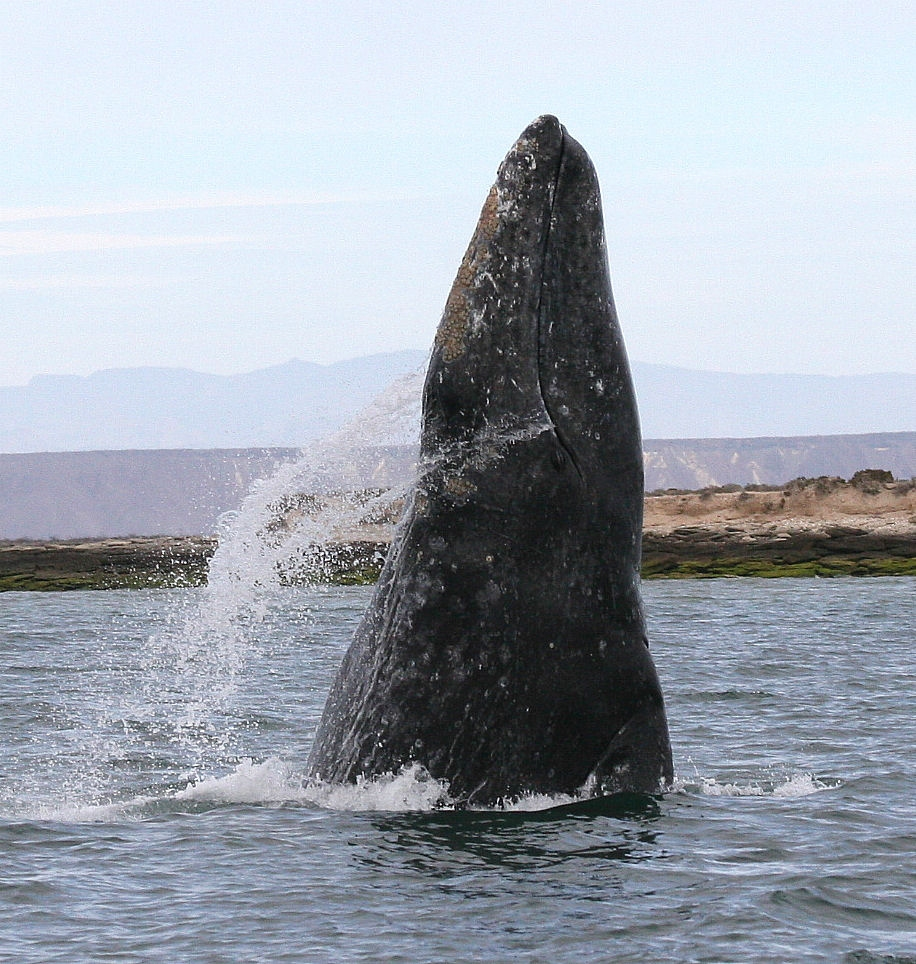
Sus ojos son relativamente pequeños para el tamaño de estos animales y se sitúan cerca del final de la boca.

Los ojos de las ballenas son relativamente pequeños para su tamaño y se sitúan cerca del final de la boca, probablemente porque se alimentan de presas lentas o inmóviles, además de que la mayoría de la luz solar no alcanza profundidades superiores a los nueve metros y por lo tanto no necesitan una visión aguda. El ojo de una ballena está adaptado para ver tanto en zonas eufóticas como afóticas aumentando o disminuyendo el tamaño de la pupila. A diferencia de los mamíferos terrestres, que tienen un cristalino aplanado, el de las ballenas es esférico. La retina está rodeada por una capa reflectante de células (tapetum lucidum) que refleja la luz en la retina mejorando la vista en zonas oscuras aunque, como la luz se curva más cerca de la superficie del ojo cuando están al aire en comparación con el agua, pueden ver mucho mejor cuando están al aire en la superficie que en el agua. Los globos oculares están protegidos por una gruesa capa externa para evitar la abrasión del agua al desplazarse, y tienen un líquido aceitoso en lugar de lágrimas en la superficie del ojo. Tienen una limitada visión del color, ya que carecen de conos tipo S.
Su oído está adaptado para oír bajo el agua, donde pueden percibir frecuencias de sonido tan bajas como 7 Hz y tan altas como 22 kHz. Se desconoce en gran medida cómo es el mecanismo de recepción del sonido las ballenas barbadas. A diferencia de las ballenas dentadas, el sonido no pasa a través de la mandíbula; el conducto auditivo interno está bloqueado por tejido conectivo y un tapón auricular, que se conecta al tímpano. Los huesos del oído interno están en la bulla del tímpano, una cápsula ósea, pero que está unida al cráneo, lo que sugiere que las vibraciones que pasan a través del hueso son importantes. Los senos pueden reflejar vibraciones hacia la cóclea; se sabe que cuando el líquido dentro de la cóclea es afectado por vibraciones, activa los pelos sensoriales que envían corriente eléctrica al cerebro, donde las vibraciones se convierten en sonido.
Los misticetos tienen un órgano vomeronasal pequeño, pero funcional, que les permite detectar sustancias químicas y feromonas liberadas por sus presas. Se cree que 'saborear' el agua es importante para rastrear presas y localizar a otras ballenas. También se cree que tienen un sentido del olfato alterado debido a la falta de bulbo olfatorio, aunque tienen tracto olfatorio. Tienen pocas o carecen de papilas gustativas, lo que sugiere que han perdido su sentido del gusto, aunque conservan los receptores de sal, lo que sugiere que pueden notar la salinidad.

## Comportamiento

### Migración
Los misticetos migran cada año. Aunque todavía existen dudas al respecto, se cree que las acumulaciones de zooplancton son las que dictan las migraciones durante los meses soleados de primavera y verano a las regiones polares, donde abunda el kril, del que se alimentan las ballenas. Durante los meses de invierno migran a zonas de cría en aguas tropicales donde los recién nacidos, con poca grasa todavía, probablemente morirían por congelación a causa de las bajas temperaturas invernales. Algunos estudios postulan que estas migraciones se producen para evitar que las crías sean víctimas de la predación por las orcas, aunque otros lo ponen en duda. La mayor distancia recorrida durante la migración por un mamífero de la que se tiene constancia es la de una ballena gris, que viajó 23 000 kilómetros, desde el mar de Ojotsk hasta la península de Baja California.

### Alimentación
Todas las ballenas son carnívoras. Sin embargo, un estudio de 2015 reveló que cuentan con una flora intestinal similar a la de herbívoros terrestres. Dependiendo de la zona varían tanto las especies que se encuentran como su abundancia, y cada tipo de ballena se adapta a una forma especializada de alimentación. Los misticetos basan su alimentación en la utilización de las barbas y desarrollan dos tipos de comportamientos alimenticios, la alimentación por filtración y por arremetida, aunque algunas especies utilizan ambas formas dependiendo del tipo y cantidad de alimento. 
Las ballenas antárticas se alimentan principalmente de kril, para lo que el método de embestida es el más efectivo, mientras que las que utilizan el sistema de filtrado, como las ballenas francas, se alimentan principalmente de copépodos. Se alimentan solas o en pequeños grupos. Las ballenas barbadas obtienen el agua que necesitan de su alimento, y sus riñones excretan el exceso de sal.

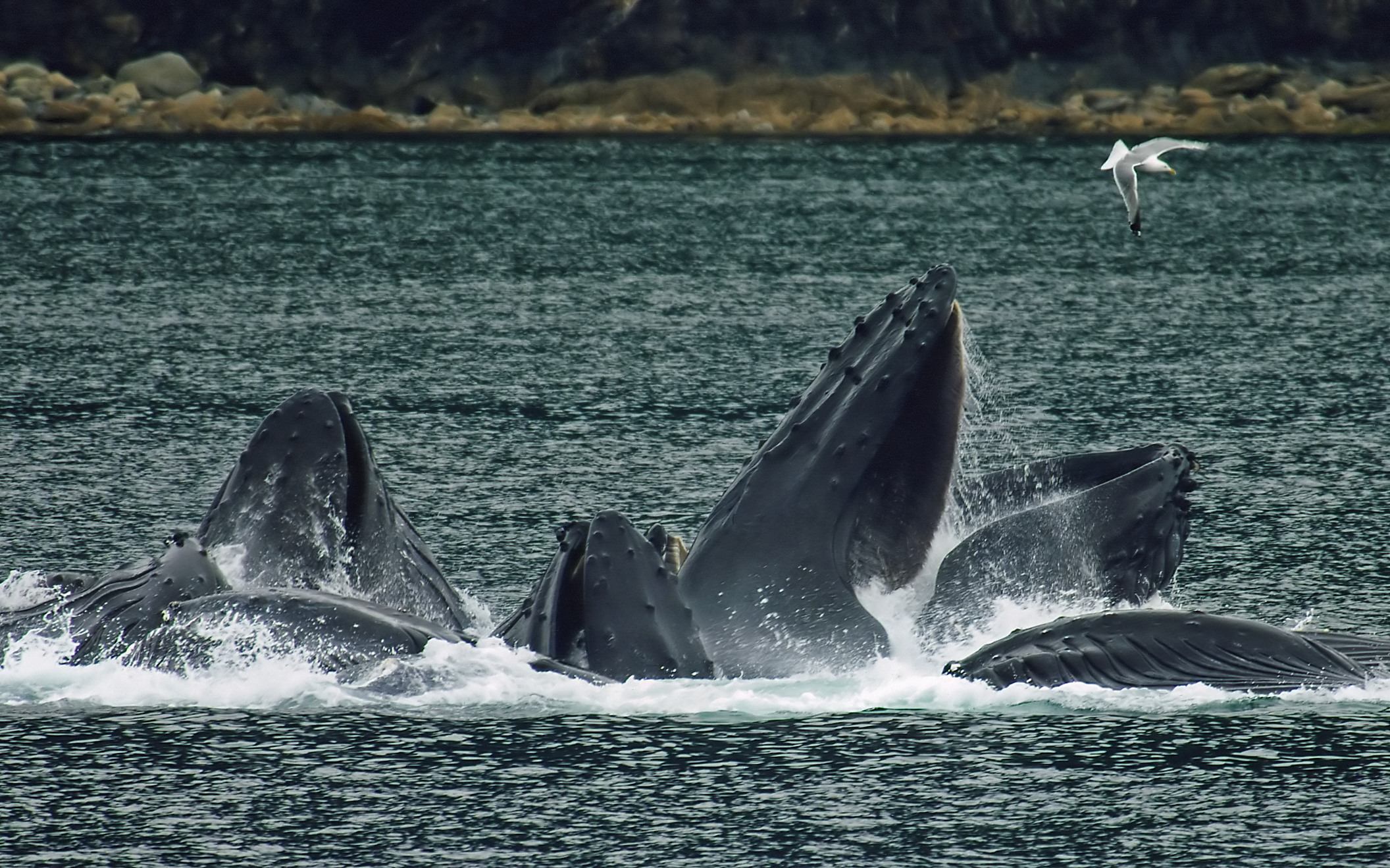
Ballenas jorobadas alimentándose por arremetida en grupo.

Los rorcuales utilizan el sistema de embestida. Para alimentarse arremeten velozmente contra cardúmenes de peces, abren la boca en un ángulo de casi 90° y expanden el volumen de su cavidad oral a un volumen que puede ser más grande que la propia ballena utilizando sus pliegues gulares, aumentando la cantidad de agua que la boca puede almacenar. Para evitar que la boca se extienda demasiado, los rorcuales tienen un órgano sensorial situado en el centro de la mandíbula que regula estas funciones. Tras la arremetida deben desacelerar. Este proceso requiere mucho esfuerzo físico y solo es eficaz desde el punto de vista energético cuando se usa contra cardúmenes grandes.
Las ballenas francas, las ballenas grises, las ballenas francas enanas y los rorcuales norteños (que también se alimentan por embestida) utilizan el sistema de filtrado. Para alimentarse nadan lentamente con la boca abierta, llenándola con agua y zooplacton que penetra a través de una brecha en sus barbas quedando atrapado el alimento entre sus flecos. Las agrupaciones de acumulación de presas deben ser suficientemente grandes para provocar el interés de la ballena, estar dentro de un cierto rango de tamaño para que las barbas puedan filtrarlas y ser lo suficientemente lentas para que no puedan escapar. El filtrado puede tener lugar en la superficie, bajo el agua, o incluso en el fondo del océano. Las ballenas grises se alimentan principalmente en el fondo del océano, enrollándose con movimientos laterales para enturbiar el agua del suelo y alimentándose de criaturas bentónicas.

### Predación y parasitismo

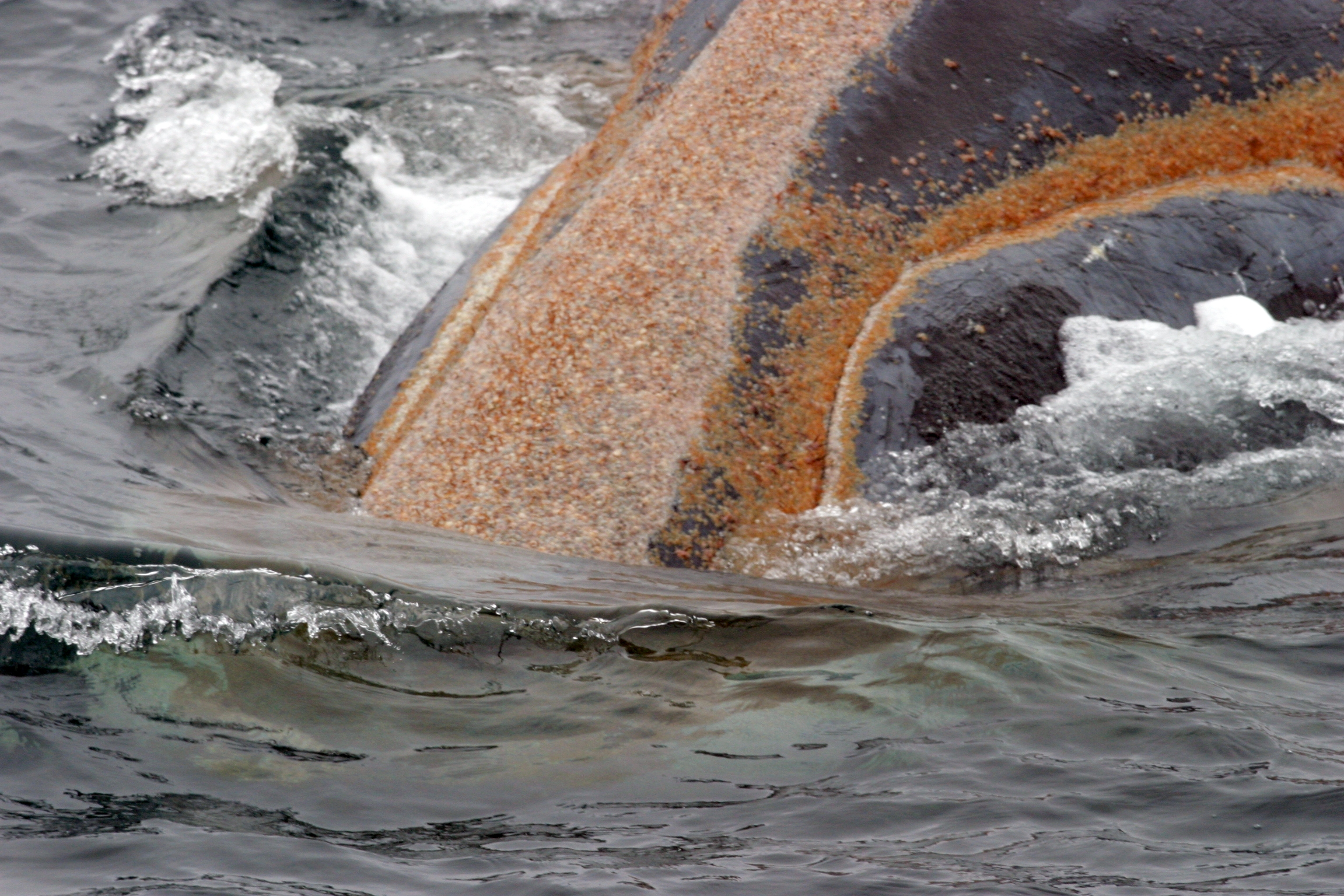
Ballena franca infectada de parásitos conocidos como piojos de las ballenas (Cyamidae).

Tienen pocos predadores naturales, aunque las ballenas barbadas, sobre todo ejemplares jóvenes y crías, son presa de las orcas. También hay informes de grupos de orcas atacando adultos, mordiéndoles las aletas, reteniéndolos bajo el agua hasta ahogarlos y golpeándolos y mordiéndolos hasta matarlos. Una madre con sus crías cuando se enfrentan a la amenaza de un grupo de orcas, pueden optar por luchar o huirán. La opción de la huida solo la utilizan las especies que pueden escapar rápidamente, como los rorcuales. Las ballenas más lentas deben luchar contra estos grupos de predadores solas o con un pequeño grupo familiar. Un informe de 2014 describía el ataque y muerte de una cría de ballena jorobada por parte de un tiburón arenero, aunque las ballenas es muy raro que sean presa de los tiburones y por lo general sus ataques se limitan a morderles las aletas, dejando cicatrices pero sin llegar a ser mortales.
En cambio son víctimas de muchos parásitos, especialmente de los piojos de las ballenas y los percebes de las ballenas. Casi todas las especies de piojos de la ballena se especializan en una especie concreta de misticetos y puede haber más de una especie por ballena. Los piojos de la ballena se alimentan de la piel muerta, causando heridas leves en la piel. Las infestaciones de piojos de ballena son especialmente evidentes en las ballenas francas, donde las colonias se propagan por sus callosidades. Aunque no es realmente un parásito, los percebes de las ballenas se enganchan a la piel de las ballenas durante su etapa larvaria, aunque al hacerlo no perjudican ni benefician a esta, por lo que su relación es a menudo etiquetada como un ejemplo de comensalismo. Algunas ballenas ballenas se frotan en el fondo oceánico para desprenderse de piel muerta y parásitos. Algunas especies de percebes, como Conchoderma auritum y otras de la familia Coronulidae, se les adhieren a las barbas, aunque es poco habitual. Una especie de copépodo, Balaenophilus unisetus, vive en las barbas de las ballenas en aguas tropicales. Una especie de diatomea antártica, Cocconeis ceticola, forma una biopelícula sobre su piel, que tarda un mes en desarrollarse, aunque les provoca daños menores. También son infestados de parásitos internos, como Anisakis, céstodos, nemátodos algunos tremátodos y acantocéfalos.

### Reproducción y desarrollo

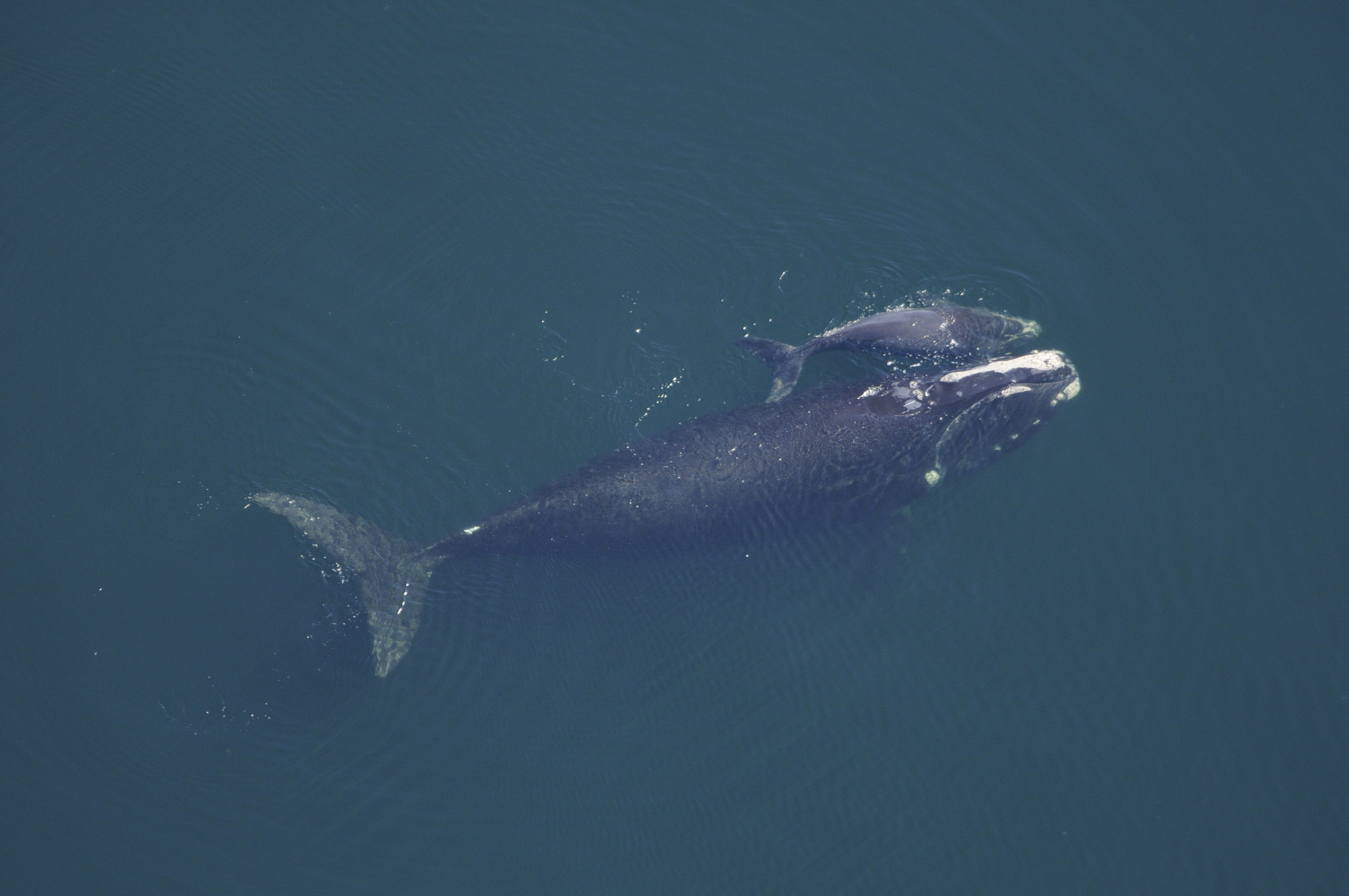
Ballena franca hembra con su cría.

Antes de llegar a la edad adulta, las ballenas barbadas crecen a un ritmo extraordinario. En la ballena azul, la especie de mayor tamaño, el feto aumenta unos 100 kg por día justo antes del parto, y en 80 kg por día durante la lactancia. Antes del destete, la cría aumenta su peso corporal en diecisiete toneladas y pasa de siete u ocho metros al nacer a entre trece y dieciséis metros de largo. Cuando alcanza la madurez sexual, después de cinco o diez años, tendrá entre veinte y veinticuatro metros de longitud y posiblemente viva hasta 80-90 años. Las crías nacen precoces, ya que necesitan poder nadar en la superficie en el momento de su nacimiento.
La mayoría de los rorcuales se aparean en aguas cálidas en invierno para dar a luz casi un año más tarde. Un período de lactancia de siete a once meses es seguido normalmente por un año de descanso antes de que empiece de nuevo. Los adultos normalmente comienzan a reproducirse cuando tienen entre 5 y 10 años de edad y alcanzan su mayor tamaño después de 20-30 años. En el rorcual más pequeño, el rorcual aliblanco, las crías nacen midiendo ya tres metros de longitud después de un embarazo de diez meses, y el destete dura hasta que ha alcanzado aproximadamente cinco metros de longitud después de seis o siete meses. Aunque es inusual entre los misticetos, las hembras de los rorcuales aliblancos y las ballenas jorobadas pueden quedar preñadas inmediatamente después del parto; en cambio, en la mayoría de las demás especies, hay un período entre partos de dos a tres años. En el caso de las ballenas francas, el intervalo de parto suele ser de tres años. Crecen muy rápidamente durante su primer año, después de lo cual apenas aumentan de tamaño durante varios años. Alcanzan la madurez sexual cuando miden entre trece y catorce metros de longitud. La estrategia reproductiva de las ballenas barbadas está encuadrada el tipo denominado selección K, con una sola cría a la vez, una expectativa de vida larga y una tasa de mortalidad infantil baja. Un arpón del siglo XIX encontrado en una ballena de Groenlandia indica que esta especie puede vivir más de cien años. Las ballenas barbadas son promiscuas, y ninguna de sus especies muestra vínculos de pareja. Son poliginias, ya que un macho puede aparearse con más de una hembra. Las cicatrices, más comunes en las ballenas macho, parecen indicar que luchan por el derecho de aparearse con las hembras durante la temporada de cría, algo similar al apareamiento tipo lek.
El pene de los misticetos es fibroelástico (tejido conectivo), similar al de los artiodáctilos terrestres.
 La punta del pene, que se estrecha hacia el final, se denomina pars intrapraeputialis o cono terminal.
 La ballena azul tiene el pene de mayor tamaño de cualquier organismo del planeta, con entre dos y tres metros de longitud, aunque las medidas precisas son difíciles de tomar porque su longitud total erecto solo puede observarse durante el apareamiento. El pene en una ballena franca puede tener hasta 2,7 m de diámetro y pesar hasta 238 kg, también el mayor de cualquier animal en la Tierra.

### Vocalizaciones
Todas las ballenas utilizan el sonido para comunicarse y que emiten sus conocidos «cantos», especialmente durante la temporada de cría. Las ballenas azules emiten los sonidos prolongados más fuertes de cualquier animal: sus gemidos de baja frecuencia (aproximadamente 20 Hz) pueden durar medio minuto, alcanzar casi 190 dB y escucharse a cientos de kilómetros de distancia. Los machos adultos de las ballenas jorobadas emiten las canciones más largas y complejas; secuencias de gemidos, quejidos, rugidos, suspiros y chirridos que a veces duran más de diez minutos se repiten durante horas. Por lo general todos los machos de ballenas jorobadas de una población cantan la misma canción durante una temporada de reproducción, pero las canciones cambian ligeramente entre estaciones, y se ha observado que los machos de una población adaptan la canción de otros de una población vecina durante unas pocas temporadas de reproducción.

### Inteligencia
A diferencia de las ballenas dentadas, las ballenas barbadas son difíciles de estudiar debido a su inmenso tamaño. Pruebas de inteligencia como la prueba del espejo son irrealizables porque su volumen y la falta de lenguaje corporal hacen que sea imposible la medida de su reacción. Sin embargo, estudios sobre el cerebro de las ballenas jorobadas mostraron la existencia de neuronas en huso que, en los seres humanos, controlan la teoría de la mente, por lo que se cree que las ballenas barbadas, o al menos las ballenas jorobadas, tienen consciencia.

## Relación con los humanos

### Conservación
En 2016, de las quince especies de ballenas barbadas, la Unión Internacional para la Conservación de la Naturaleza (UICN) catalogaba a cinco de ellas en su Lista Roja como especie en peligro de extinción: la ballena franca glacial (Eubalaena glacialis), el rorcual norteño (Balaenoptera borealis), la ballena azul (Balaenoptera musculus), el rorcual común (Balaenoptera physalus) y la ballena franca del Pacífico norte (Eubalaena japonica). Otras cinco están catalogadas como especie con datos insuficientes: la ballena franca enana (Caperea marginata), el rorcual austral (Balaenoptera bonaerensis), el rorcual de Bryde (Balaenoptera brydei), el rorcual de Omura (Balaenoptera omurai), el rorcual austral (Balaenoptera bonaerensis). Las especies que viven en hábitats polares son vulnerables a los efectos del cambio climático que se está produciendo, en especial por la disminución del hielo marino y la acidificación de los océanos.

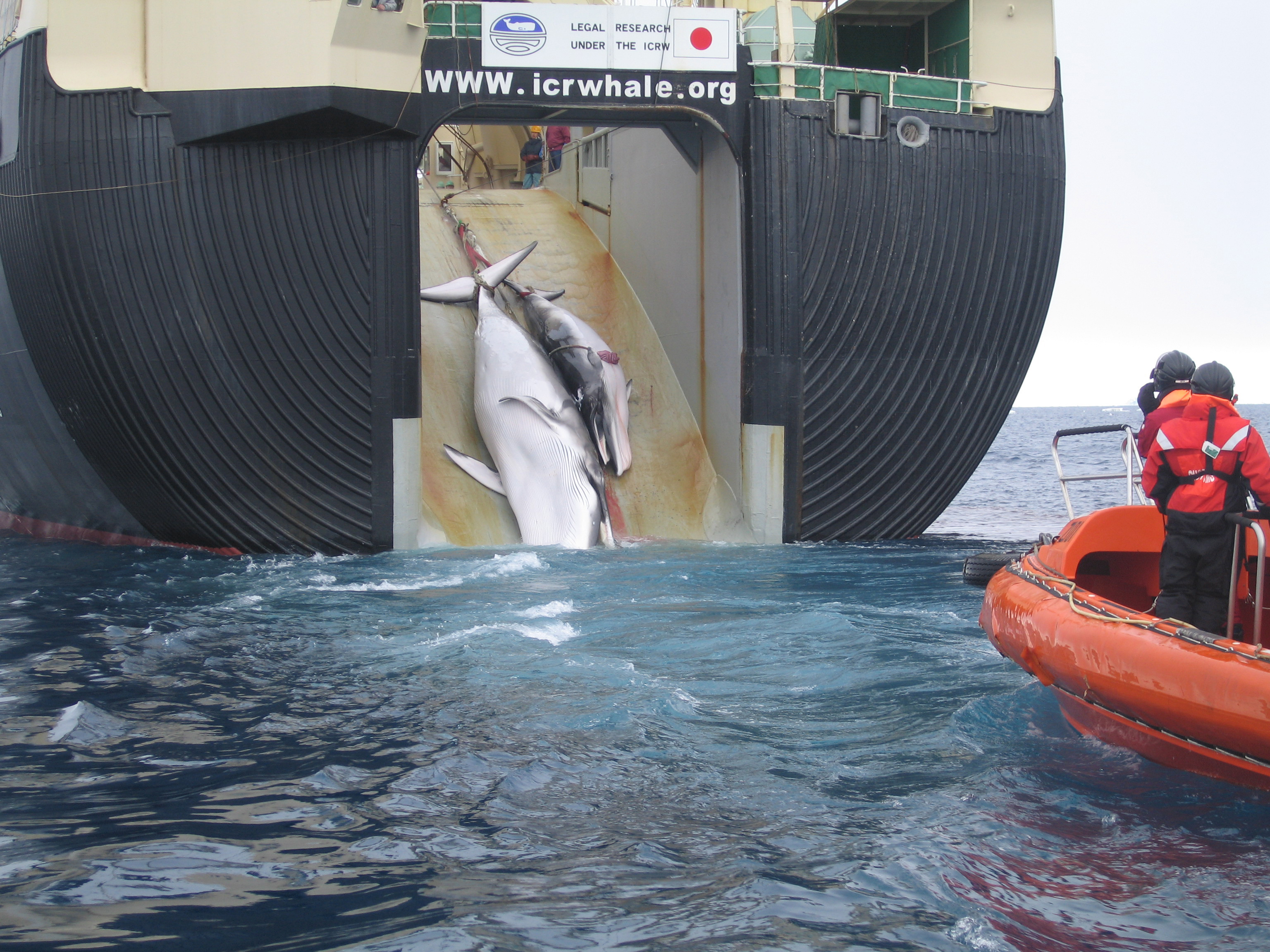
Adulto y ejemplar joven de rorcuales aliblancos cargados en un buque ballenero japonés. La herida que se aprecia en el joven fue causada por un arpón con explosivo.

En el pasado, la caza comercial de ballenas fue importante para la economía mundial. Todas las especies eran objeto de caza y cuando una determinada especie se agotaba se cambiaba a otra. El volumen de capturas disminuyó sustancialmente en la década de 1960 por agotamiento de prácticamente todas las poblaciones, y prácticamente se detuvo en 1988 cuando la Comisión Ballenera Internacional (CBI) impuso una moratoria que prohibía la caza de ballenas para uso comercial. Algunas especies que eran explotadas comercialmente se han recuperado en número; por ejemplo, las ballenas grises puede que vuelvan a ser tan numerosas como antes del inicio de la caza, lo que la convierte en el primer mamífero marino que se retira de la lista de especies en peligro de extinción. La ballena franca austral (Eubalaena australis) fue cazada hasta casi su extinción a mediados del siglo XX, con solo una pequeña población antártica; gracias a la protección internacional su población ha estado creciendo un 7 % anual desde 1970. Por el contrario, la población oriental de la ballena franca glacial (Eubalaena glacialis) se extirpó de gran parte de su área de distribución anterior, que se extendía desde la costa del norte de África hasta el mar del Norte e Islandia; es posible que su población se limite a solamente diez individuos, lo que la haría funcionalmente extinta.
Dos países miembros de la CBI, Islandia y Noruega, continúan cazando comercialmente ballenas. Japón, que también forma parte de la CBI, caza ballenas en virtud del permiso científico establecido en el artículo VIII del Convenio para la Regulación de la Caza de Ballenas, que permite su captura para investigación científica. Japón ha desarrollado dos programas de investigación: el Japanese Research Program in the North (JARPN), centrado en el Pacífico Norte, y el Joint Aquatic Resources Permit Application (JARPA), centrado en la zona de la Antártida y por el que se capturaron unos 7000 rorcuales aliblancos y algunos rorcuales comunes. Algunos grupos defensores de los derechos de los animales, como Greenpeace se oponen a los programas japoneses de caza científica, y otros consideran que en realidad es un sustituto de la caza comercial. En 2014, la Corte Internacional de Justicia (la rama judicial de las Naciones Unidas) prohibió la captura de ballenas para cualquier propósito en el Santuario ballenero Austral, aunque Japón se negó a detener la caza de ballenas y solo ha prometido disminuir en un tercio sus capturas anuales (alrededor de 300 ballenas por año).
Las organizaciones de avistamiento de cetáceos y las que están en contra de la caza de ballenas indican que su carácter curioso con los barcos facilita su caza. También afirman que si se tienen en cuenta los beneficios económicos de los hoteles, restaurantes y otros servicios turísticos, la caza de ballenas es una actividad que no resulta económicamente rentable. Organizaciones de países como Brasil, Argentina y Sudáfrica sostienen que la observación de ballenas es una industria creciente de mil millones de dólares que proporciona más ingresos que los que proporcionaría la caza comercial de ballenas. En Perú, Uruguay, Australia y Nueva Zelanda también se apoyan propuestas para prohibir permanentemente la caza de ballenas al sur del ecuador. Grupos en contra la caza de ballenas, como el Fondo Internacional para el Bienestar Animal (IFAW, por sus siglas en inglés), afirman que los países que apoyan una postura en favor de la caza de ballenas están dañando sus propias economías al alejar a los turistas que rechazan la caza de ballenas.

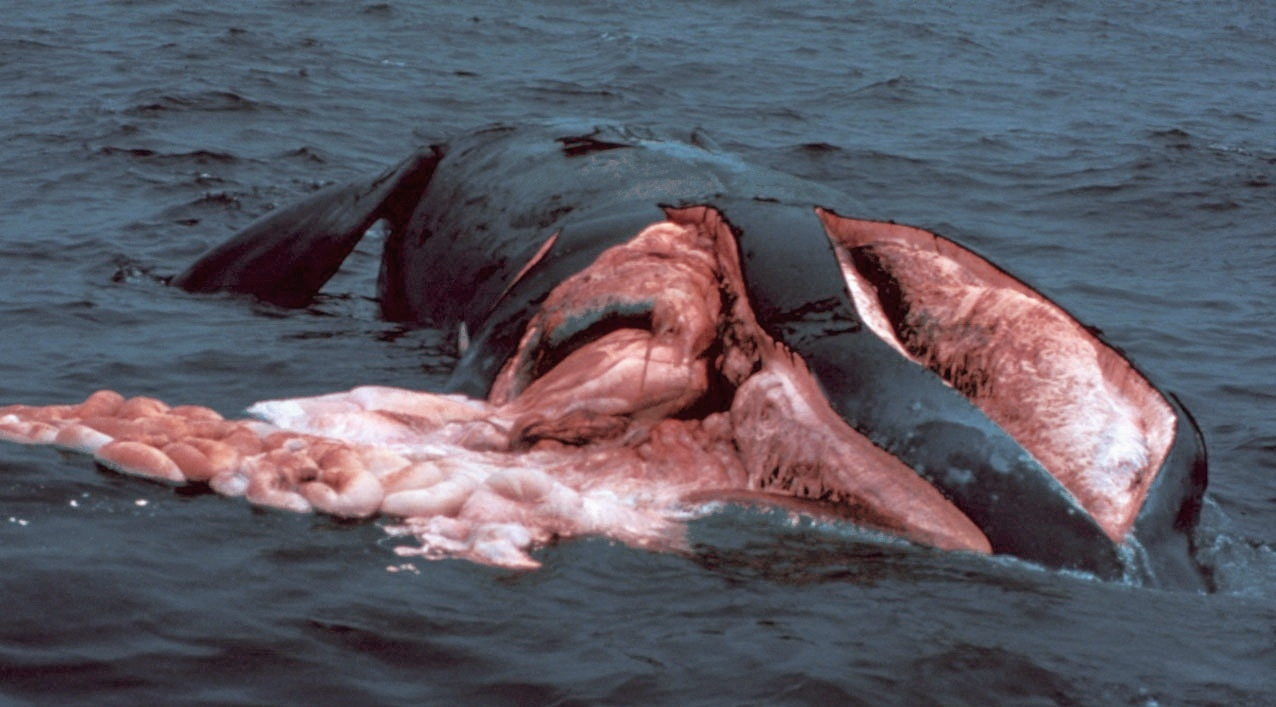
Restos de una ballena franca glacial tras chocar con la hélice de un buque.

Las amenazas antropogénicas también pueden ser indirectas. Para especies como la ballena franca glacial, que migra a través de algunas de las rutas marítimas más transitadas del mundo, su principal amenaza es ser golpeada por algún buque, pues los sonidos de baja frecuencia de las hélices no son perceptibles cerca de la superficie, donde ocurren la mayoría de los accidentes, y la ballena no puede oír a una embarcación aproximándose antes de que haya sido arrollada o atrapada por las fuerzas hidrodinámicas del paso del buque. Un estudio de 2014 mostraba la correlación entre una menor velocidad de los buques y unas menores tasas de colisión. El cada vez mayor ruido oceánico, incluido el producido por dispositivos de sonar, ahoga las vocalizaciones emitidas por las ballenas, especialmente las de especies como la ballena azul, que emite las vocalizaciones más fuertes, dificultando su comunicación. Las ballenas azules dejan de emitir sus sonidos de baja frecuencia de localización de alimento cuando se activa un sonar de frecuencia media, aunque su rango (1-8 kHz) excede con mucho el de la ballena (25-100 Hz). En cambio, la incidencia por envenenemiento con sustancias tóxicas como los bifenilos policlorados (PCB) es generalmente baja, debido a su bajo nivel trófico. Las ballenas también pueden ser víctimas de captura accesoria, algo especialmente grave para poblaciones como las de la ballena franca glacial, teniendo en cuenta su escaso número. Especies como las ballenas francas, que se alimentan desplazándose con boca abierta por la superficie, corren el riesgo de encontrarse con cualquier cuerda o red, enredándosele en la mandíbula, aletas o cola y, aunque algunas consiguen escapar, otras quedan enredadas, falleciendo a causa de las dificultades en el desplazamiento o por impedirles alimentarse. Otras especies, como las ballenas jorobadas, también son víctimas de enredos.

### En cautividad

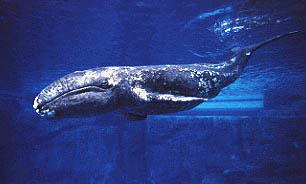
Ballena gris en las cercanías del puerto de Dana Point (California).

Las ballenas barbadas rara vez se han mantenido en cautividad. Su gran tamaño y apetito hace que sean criaturas con un coste de mantenimiento demasiado elevado. Por ejemplo, la cría de una ballena gris, de tamaño mediano entre los misticetos, necesitaría 215 kg de pescado por día para alimentarse, y la piscina que la mantuviera tendría que acomodar al joven, de cuatro metros de longitud, además de contar con un amplio espacio para nadar. Solo las ballenas grises han sobrevivido en cautiverio durante más de un año. La primera, capturada en 1965 en la laguna Ojo de Liebre, en el estado mexicano de Baja California Sur y a la que llamaron Gigi, murió dos meses después de su captura a causa de una infección. La segunda, capturada en 1971 en la misma laguna y a la que llamaron Gigi II, fue liberada un año más tarde, tras hacerse demasiado grande para poder conservarla. Otra ballena gris, J. J., varó en Marina del Rey (California) y fue trasladada al parque acuático SeaWorld San Diego, pero después de 14 meses fue liberada al hacerse demasiado grande para poder mantenerla. Con sus 8700 kg de peso y 9,4 m de longitud, J. J. fue la criatura más grande mantenida en cautividad. El Acuario de Mito en Numazu, Shizuoka (Japón), albergó tres rorcuales aliblancos cercados con redes en la bahía cercana al acuario. Uno sobrevivió durante tres meses, otro (una cría) durante dos semanas, y el tercero consiguió escapar rompiendo las redes un mes después de su captura.